# 葉夫根尼
葉夫根尼（俄语：Евге́ний，羅馬化：Yevgeny，發音：[ɪ̯ɪvˈɡʲenʲɪɪ̯]），俄语男性名称，含有该名称的有：
- 叶夫根尼·普里戈任
- 葉夫根尼·唐斯柯伊
- 葉夫根尼·伊萬諾維奇·扎米亞京
- 葉夫根尼·基謝廖夫
- 葉夫根尼·亞歷山德羅夫

|  | 本页或本分段罗列了有着相同名的人物，如果是一个内链将您引导到本页，您可能愿意通过点击对应的链接到达想要的条目。 |